# Епіметей (міфологія)
Епімете́й (грец. Epimetheus) — у давньогрецькій міфології — один із чотирьох синів Япета, міфологічна постать, тісно пов'язана з переказами про Прометея та Пандору. Як вказує саме ймення, Епіметей (тобто «той, що думає після») є антиподом його брата Прометея («того, що думає наперед»). Епіметея вважали дурнем та боягузом. Прометей, увівши в оману Зевса при жертвопринесенні, дав пораду Епіметеєві не брати від Зевса жодних дарів, бо боявся помсти з боку Громовержця. Однак той не послухав брата і прийняв від Гермеса послану Зевсом Пандору, яка принесла на Землю всі нещастя.